# Hruzke, Haisîn
Hruzke (în ucraineană Грузьке) este o comună în raionul Haisîn, regiunea Vinnița, Ucraina, formată numai din satul de reședință.

## Demografie
Componența lingvistică a satului Hruzke
     Ucraineană (97,33%)
     Rusă (2,4%)
     Alte limbi (0,13%)
Conform recensământului din 2001, majoritatea populației satului Hruzke era vorbitoare de ucraineană (97,33%), existând în minoritate și vorbitori de rusă (2,4%).